# Holcopasites illinoiensis
Holcopasites illinoiensis är en biart som först beskrevs av Robertson 1891.  Holcopasites illinoiensis ingår i släktet Holcopasites och familjen långtungebin. Inga underarter finns listade i Catalogue of Life.